# Tang (série télévisée)
Pour les articles homonymes, voir Tang.
Tang est une série télévisée française en treize épisodes de 26 minutes diffusée à partir du 13 juin 1971 sur la deuxième chaîne de l'ORTF.
Au Québec, la série a été diffusée à partir du 4 juin 1971 à la Télévision de Radio-Canada.

## Synopsis
Aidé de son complice Liu et de sa maitresse Léna, le redoutable Tang cherche à s'emparer du secret de l'arme absolue : le 327. Pour cela, il ne recule devant rien et s'intéresse à Kyoo, la femme d'André Marbaud. André Marbaud et son père le savant Louis Marbaud tentent de trouver, dans un laboratoire secret, la parade contre le 327.

## Fiche technique
- Réalisation : André Michel, assisté de Boramy Tioulong et Patrick Meunier
- Scénario : Jacques Armand
- Musique : Vladimir Cosma

## Distribution
- Xavier Gélin : André Marbaux
- Annie Kerani : Kyoo Van Sun
- Valéry Inkijinoff : Tang
- Jacques Galipeau : Commissaire Carteau
- Catherine Samie : Lena
- Georges Lycan : Baron Zens
- Michel Fortin : Monsieur Roger
- Ngo Duc Van Quynh : l’antiquaire Liu
- Lucienne Bogaert : Luisa de Hoog
- Alain Chevalier : Inspecteur Mahuton
- Jacques Hilling : Louis Marbaux/Philippe Audoin
- Paule Noëlle : Sarah
- Yvon Sarray : Le directeur de l’Université (ép. 1) (non crédité)
- Jacques Galland : Le bibliothécaire (ép. 2)
- Paul Bisciglia : L’automobiliste (ép. 2)
- Dominique Vincent : Maud (ép. 2)
- Pierre Baillot : Bob, le serveur (ép. 2, 3, 4, 7)
- Jean Franval : Vincentini (ép. 3)
- Gabriel Cattand : Lautaret (ép. 3, 5, 6)
- Eliette Demay : Laure (ép. 3)
- Antoine Vitez : Le président du conseil secret (ép. 3)
- Jean-Marie Richier : L’assesseur (ép. 3)
- Jacqueline Duc : Bernadette, la gouvernante (ép. 4)
- Van Duong : Le diacre (ép. 4)
- Patrick Préjean : Marcel (ép. 5, 10)
- Georges Riquier : Commissaire Morins (ép. 5, 9)
- Madeleine Ozeray : Virginie (ép. 5, 10, 13)
- Ève Francis : Dorothée (ép. 5)
- May Chartrette : Albine (ép. 5)
- Shoji Yuzuru : Ito (ép. 5, 13)
- Michèle Girardon : Cora (ép. 5, 6)
- Daniel Crohem : Le majordome (ép. 5, 6, 10)
- Olivia Poli : Claudine Sauzet (ép. 7, 8)
- Francis Claude : Colonel Favier (ép. 7)
- Marcel Pérès : Le directeur de la prison (ép. 8)
- Jean-Pierre Castaldi : Un détenu (ép. 8)
- Jacques Vérières : Un détenu (ép. 8)
- Gérald Denizeau : Un SDF (ép. 8)
- Marcelle Barreau : Cléo, la femme du SDF (ép. 8)
- Hong Mai Thomas : L’hôtesse japonaise (ép. 8)
- Julien Verdier : Ludo (ép. 9, 11)
- Pierre Moncorbier : Monsieur Lordet (ép. 9)
- Annick Michaud : La Dame de compagnie (ép. 10)
- Jacques Dynam : Professeur Beaurain (ép. 11, 12)
- Albert Simono : Professeur Jean Valdès (ép. 11)
- Armand Meffre : Docteur Jamin (ép. 11, 12)
- Henri Coutet : L’abbé Boissarie (ép. 11)
- Georges Douking : Un indicateur (ép. 11, 12)
- Arch Taylor : Lord Bee (ép. 11)
- Boramy Kassano : L’homme de l’Orchestre Jaune (ép. 11, 12)
- Than Long : Un homme de l’Orchestre Jaune (ép. 12)
- Alan Scott : Karl Bjordg (ép. 13)
- Michel Charrel : Le client empoisonné (ép. 1) (non crédité)
- Raymond Pierson : Un consommateur (ép 1) / un agent de police (ép. 10) (non crédité)
- Marc Arian : Un agent de police (ép. 1, 8) (non crédité)
- Michel Dacquin : Un client ivre chez Bob (ép. 3) (non créditée)
- Coluche : Un infirmier (ép. 5) (non crédité)
- Jean Luisi : Le concierge de l’immeuble (ép. 7) (non crédité)
- Roland Malet : Un agent de police (ép. 8) (non crédité)
- Maurice Auzel : Un faux violoniste (ép. 9) (non crédité)
- Émile Riandreys : L’inventeur au casino (ép. 9) (non crédité)
- Gaston Meunier : Un agent de police (ép. 10) (non créditée)
- Éric Vasberg : Un homme de main (ép. 12)) (non crédité)
- Marcel Gassouk : Un gardien du laboratoire (ép. 12) (non crédité)
- Roland Urban : Réglage cascades : saut du château d'eau rue (Lauriston) et escalade sous le pont Henri IV(ép. 11, 12)(non crédité)
- Marcel Gassouk

## Épisodes
1. Tang
2. Le K
3. Le C.I.C.L.O.P.
4. La Chute
5. Luisa de Hoog
6. Le Secret de Tang
7. Les Trois Fleurs
8. André se fâche
9. Le Maître-chanteur
10. La Résurrection de Kyoo
11. Le 327
12. L'Attaque
13. La Révélation

## Résumé de l'intrigue
Épisode 1
Un meurtre étrange dans un restaurant basque met le commissaire Carteau, chargé de l'enquête, en contact avec M. Liu, antiquaire Chinois à Paris. Sous le magasin de M. Liu est dissimulé un temple d'une religion asiatique, le Caodaïsme. L'étudiant André Marbaud a pour amie une jeune métisse, Kyoo. Il est inquiet pour la santé de Kyoo qui absorbe des médicaments suspects. Il la file dans Paris et finit par tomber sur une cérémonie caodaïste dans le temple que dissimule M. Liu.  Kyoo vêtue de blanc y participe. A la fin de la cérémonie André parvient à s'adresser à Kyoo pour lui confisquer le médicament que venait de lui remettre M. Liu. Mais deux individus se présentant comme Zess et Roger s'emparent d'André et l'attachent à une statue mécanique qui manque de l'étrangler. Tout à coup un homme apparaît et se présente sous le nom de Tang.
Épisode 2
Tang menace de mort André s'il ne quitte pas Kyoo, qui possède en Asie d'immenses terrains convoités par Tang. Sur une coupure de presse, Kyoo reconnaît la victime du meurtre au restaurant basque. Il s'agit d'un Grec nommé Katokos avec qui Kyoo avait pris rendez-vous, car il lui avait conseillé de ne pas vendre ses terrains. André et Kyoo sont mis sur la piste d'un ami de Kotokos nommé Vincentini, qui demeure à Pau. Ils prennent la route de Pau mais sur le chemin, ils sont victimes d'une tentative de meurtre déguisée en accident et organisée par Liu.
Épisode 3
Sermonnée par André, Kyoo s'oppose toujours à la vente de ses terrains à Tang. Ce dernier s'est présenté à elle comme grand prêtre du caodaïsme qui souhaite utiliser ces terrains qu'il dit sans valeur, comme refuge pour ses frères de religion persécutés au Kourouchistan. En réalité, Tang drogue Kyoo pour qu'elle cède ses terrains, que lui-même souhaite revendre à un trust secret, le C.I.C.L.O.P. . Tang jette André dans les bras d'une autre fille, Laure, pour attiser la jalousie de Kyoo, mais cette dernière cherche alors à se suicider par noyade dans la Seine. Elle est récupérée par les complices de Tang. Tang cherche à faire monter les enchères pour vendre ses terrains au C.I.C.L.O.P. bien qu'il ne les possède toujours pas. Les membres du C.I.C.L.O.P., eux connaissent l'identité de la véritable propriétaire des terrains.
Épisode 4
Le C.I.C.L.O.P. est spécialisé dans le contre-espionnage industriel et souhaite installer sur les terrains de Kyoo un accélérateur de particules surpuissant, en raison des propriétés particulières de la roche dont sont recouverts ces terrains. Après plusieurs tentatives infructueuses pour faire céder Kyoo, Tang monte une mise en scène pour faire croire à Kyoo que le « Cao Dai » la fait devenir folle pour se venger de son refus de cédér les terrains pour y installer des communautés de la religion. A bout de forces, Kyoo finit par signer la vente. Elle est libérée par Tang mais reçoit les pires reproches d'André, qui décide alors que la seule façon de la protéger d'elle-même et des autres est de l'épouser.
Épisode 5
Le C.I.C.L.O.P. est secrètement dirigé par de richissimes vieilles dames qui exigent que Tang fasse ses preuves avant d'accepter de s'associer avec lui. André Marbaud, désormais marié à Kyoo, cherche toujours à confondre Tang, tout comme le commissaire Carteau qui reçoit un renfort d'Interpol. Un jour, Tang provoque la jalousie de sa maîtresse et secrétaire Lisa en flirtant avec une inconnue.
Épisode 6
Tang propose au C.I.C.L.O.P. de s'emparer des plans d'un avion construit en secret par plusieurs pays européens. Mais sa maîtresse Lena le trahit par jalousie et dévoile ses plans à André Marbaud. La tentative de Tang se s'emparer des plans échoue et il doit recourir à une drogue lui permettant de changer d'âge en apparence pour échapper à la police.
Épisode 7
Tang met en œuvre une machination pour se venger d'André, que son père Louis, physicien internationalement reconnu, vient de rejoindre à Paris. Tang compromet Louis Marbaud en faisant croire que ce dernier a trahi son pays en disparaissant et qu'André a assassiné un colonel de la DST qui le surveillait.
Épisode 8
Tang veut toujours s'emparer du C.I.C.L.O.P. et prendre la place de sa propriétaire la richissime Lucia de Hoog. Entretemps André a retrouvé son père Louis sain et sauf. Il était séquestré par Tang qui s'apprêtait à l'exfiltrer dans un laboratoire secret. Le commissaire Carteau avoue en fait être un agent du SDECE sur la piste de Tang depuis longtemps. Tang, sous couverture d'un archevêque caodaïste, serait en réalité à la tête d'un réseau d'espionnage, l' « orchestre jaune ». Grâce à la drogue lui permettant de changer d'âge, après s'être fait passer pour son propre père Tang prend l'apparence de son jeune frère venu d'Asie.
Épisode 9
Les complices de Tang s'emparent d'une martingale qu'un employé de bureau avait inventée et démontrait au casino d'Enghien. Tang peut ainsi régler ses difficultés financières et propose à Luisa de Hoog d'acheter le C.I.C.L.O.P. . Celle-ci refuse, car l'organisation lui permet de tromper son ennui. Mais Tang lui propose de rester à la tête du C.I.C.L.O.P. tant qu'un arme absolue que l'organisation doit construire, le 327, n'est pas achevée et de plus, Tang lui offre un rajeunissement de vingt ans grâce à sa drogue.
Épisode 10
Luisa de Hoog accepte le pacte de Tang mais elle s'en méfie, et elle propose à André Marbaud qu'il s'empare de l'élixir de jeunesse pour elle, en échange d'un dossier accablant pour Tang. André et Kyoo parviennent à mettre la main sur une fiole d'élixir, qu'André croit remettre un peu plus tard à Madame de Hoog par l'intermédiaire de sa dame de compagnie, qui en échange lui remet un dossier. Mais plus tard, le cadavre de Madame de Hoog est découvert. Elle a été assassinée par Tang qui avait découvert sa trahison. Tang s'associe alors avec l'une des amies de Madame de Hoog avant de s'enfuir, toujours poursuivi par André et par le commissaire Carteau.
Épisode 11
Tang s'étant emparé des secrets du 327, il a commencé à le faire produire dans une usine au Kourouchistan. Mais un laboratoire secret du gouvernement dissimulé dans les sous-sols de Paris, dans lequel travaillent Louis et André Marbaud (ce dernier venant d'être reçu major à l'agrégation de physique) est sur le point de trouver une parade au 327. Tang l'apprend en se faisant passer pour le confesseur d'un collègue des deux physiciens, et il entreprend désormais de détruire ce laboratoire. C'est alors que l'orchestre jaune se dresse contre Tang.
Épisode 12
L'orchestre jaune tente de recruter Lena en la faisant chanter : si elle ne coopère pas sa trahison motivée par la jalousie sera révélée à Tang. Elle refuse et Tang, informé peu après des actions de son ancienne maîtresse, l'abat. Elle a toutefois le temps de prévenir André par téléphone de l'attaque du laboratoire prévue pour la nuit même. André se rend immédiatement au laboratoire, suivi par son épouse Kyoo. Pendant l'attaque, une explosion se produit dans laquelle André et son père sont blessés, et Kyoo et Tang disparaissent.
Épisode 13
L'agent Japonais d'Interpol pense que Tang a péri dans l'explosion du laboratoire et il a retrouvé la trace de Kyoo à Taï-Bin, une cité interdite caodaïste située dans la jungle du Kourouchistan. Kyoo y semble perdue et prête à prendre les ordres. André apprend du commissaire Carteau que Kyoo est la demi-sœur de Tang, mais cela n'arrête pas André dans la quête de retrouver l'épouse qu'il aime. Aidé de Carteau, il parvient à s'introduire dans la cité interdite où il retrouve Kyoo et où il découvre une usine secrète dissimulée dans une ancienne centrale électrique. André est bientôt capturé par Tang et ses hommes. Avant de supprimer André, Tang lui avoue le dessein d'anéantir le monde moderne avec le 347 et de rétablir l'empire mandchou. André est à nouveau sur le point d'être étranglé par la statue mécanique lorsque Liu, qui s'avère être un agent de l'orchestre jaune, surgit avec ses hommes pour anéantir Tang et ses complices. Tang est désormais poursuivi par Interpol, les services secrets français, l'orchestre jaune et même ce qui reste du C.I.C.L.O.P. . Il est finalement près d'être rattrapé et tente alors de déclencher l'arme absolue. Mais André l'abat d'une rafale de mitraillette.